# Пьер и Жиль
Пьер и Жиль (фр. Pierre et Gilles) — французский творческий и семейный союз пары фотохудожников Пьера Коммуа (фр. Pierre Commoy) и Жиля Бланшара (фр. Gilles Blanchard). Творчество Пьера и Жиля, расположенное на стыке поп-арта с китчем, оказало значительное влияние на модную фотографию, рекламу, породило множество подражателей.

## Биография
Пьер Коммуа родился 15 августа 1950 год в Ла-Рош-сюр-Йон, Жиль Бланшар — 9 декабря 1953 года в Гавре.
Жиль в 1973 году, после получения художественного образования в Гавре, обустраивается в Париже. Пьер работает для нескольких журналов: «Rock & Folk», «Depeche Mode» и «Interview». Они встречаются в 1976 году на открытии бутика «Kenzo» в Париже, влюбляются друг в друга и начинают жить вместе и сотрудничать.
В 1978 году пара открывает для себя Болливуд. Большое влияние на их творчество оказывают американский фотограф Джеймс Бидгуд и французский фотограф Патрик Сарфати.

## Творчество
Пьер и Жиль знамениты своими китчевыми ретушированными живописными фотографиями, которые они создают со времени их встречи.
Их фирменный, легко узнаваемый стиль основан на соблазнительных, избыточно приукрашенных, популярных образах, которые они преподносят иронично, провокационно или философски. Совершенство и завершённость композиции (микрокосм), идеальность и архетипичность образа, символизм и стилизация делают их произведения похожими на иконы. В их произведениях граничат друг с другом темы гламура («Water colours», Тимо, 1998; «Dream Girl», Аманда Лепор, 2001), поп-арта («Гримасы», Давид Рошлин, Аделин Андре, Тити Роньон, Джемиля, Ален Камара, Пакита, Эдвиж, Доминик Ганглоф, Жиль, 1977), поп-культуры («Hello Kitty», Kitty, 2000), гей-культуры («Влюблённые», Жоан и Лео), эротики (Ганимед (триптих), Фредерик Ланфан, 2000), порнографии («Лола», Лола, 1992), насилия («Чёрная георгина, † January 15, 1947», Дита фон Тиз, 2003), религии («Святое семейство», Нина Хаген, Франк, Отис, 1991—2007) и китча («Клоуны», Пьер и Жиль, 2003). Среди религиозных образов, созданных ими, также: «Иисус любви», Франк Шёвалье, 1989; «Святой Франциск Ассизский», Масто, 1988; «Иоанн Креститель», Мика, 1998; «Святой Себастьян», Буабдалла Бенкамла, 1987; «Святой Симеон Столпник», Карим Зериаен, 1990.

Мистика — это наша слабость. Очень трудно разграничить искусство и религию.
Оригинальный текст (фр.)
Nous avons le gout du mystique. Il est très difficile de séparer art et religion.

В 2011 году в Москве неизвестные расклеили серию плакатов с работой Пьера и Жиля «Пограничник», намекая на заявленный гей-активистами на 28 мая (День пограничника) пятый Московский гей-прайд.

## Произведения

### Серии
- Grimaces, 1977
- Palace, 1978
- Adam et Ève, 1982
- Les Enfants des voyages, 1982
- Garçons de Paris, 1983
- Paradis, 1983
- Naufragés, 1986
- Pleureuses, 1986
- Au bord du Mékong, 1994
- Boxeurs thaï, 1994
- Jolis Voyoux, 1995
- Plaisirs de la forêt, 1995

### Афиши к фильмам

Афиша фильма Криминальные любовники

- 1991 La Reine blanche, фильм Жан-Лу Юбера
- 1998 Le Traité du hasard, фильм Патрика Мимуни
- 1999 Криминальные любовники, фильм Франсуа Озона
- 1999 Superlove, фильм Жана-Клода Жане
- 2000 Почти ничего, фильм Себастьена Лифшица

### Выставки
Список основных выставок
- Paradis и Garçons de Paris, галерея Texbraun, Париж, 1983
- Naufragés и Pleureuses, галерея Samia Saouma, Париж, 1986
- Первая ретроспектива, Maison européenne de la photographie, Париж, 1996
- Douce Violence, галерея Jérôme de Noirmont, Париж, 2000
- Arrache mon cœur, галерея Jérôme de Noirmont, Париж, 2001
- Beautiful Dragon, ретроспектива на тему Азии, Музей искусства, Сеул, 2004
- Le Grand Amour, галерея Jérôme de Noirmont, Париж, 2004
- Rétrospective, Шанхайский Музей современного искусства, Шанхай, 2005
- Un monde parfait, галерея Jérôme de Noirmont, Париж, 2007
- Double je, Galerie nationale du Jeu de Paume, Париж, 2007
- Ретроспектива, Москва, Манеж, 2007
- Wonderful Town, галерея Jérôme de Noirmont, Париж, 2010
- Héros, галерея Daniel Templon, Париж, 2014